# Condado de Donadío de Casasola
El condado de Donadío de Casasola es un título nobiliario español otorgado el 24 de mayo de 1713 por el rey Felipe V, a favor de Francisco Ignacio de Quesada y Vera, procurador en Cortes por Jaén y veinticuatro de la misma. El real despacho fue expedido a favor de Vicente de Quesada y Silva el 9 de diciembre de 1797.
«Los Condes de Donadío de Casasola proceden de Alonso de Quesada y Cárcamo, hijo del III señor de Garcíez, y hermano de Pedro de Quesada y Cárcamo, del que deriva la familia Quesada-Pacheco. El primer mayorazgo de Quesada se funda en 1619 por Fernando de Quesada y Ulloa». Este mayorazgo fue ampliado por su bisnieto, Francisco de Quesada y Vera, en 1704, quien obtuvo el título condal en 1713, y que además incorporó el mayorazgo de Salazar, en Málaga, por su matrimonio con Ana Jerónima de Salazar y Góngora. «En 1705 su bisnieto, Francisco Ignacio de Quesada y Vera, funda el mayorazgo del Donadío de Casasola, probablemente sobre la base del anterior».
«En la antigüedad se llamaba donadíos a los heredamientos o haciendas, procedentes de donaciones reales».
En un primer momento el título se llegó a llamar Condado del Donadío y Casa Sola.

## Condes de Donadío de Casasola
|                                    | Titular                                  | Periodo                            |
| Creado en 1713 por el rey Felipe V | Creado en 1713 por el rey Felipe V       | Creado en 1713 por el rey Felipe V |
| ---------------------------------- | ---------------------------------------- | ---------------------------------- |
| I                                  | Francisco Ignacio de Quesada y Vera      | 1713-¿?                            |
| II                                 | Vicente María de Quesada y Silva         | 1797-¿?                            |
| III                                | Francisco de Quesada y Silva             | ¿?-¿?                              |
| IV                                 | Juan Gualberto de Quesada y Vial         | ¿?-1836                            |
| V                                  | Juana Gualberta de Quesada y Pizarro     | 1847-¿?                            |
| VI                                 | Juan Gualberto López-Valdemoro y Quesada | 1908-1935                          |
| VII                                | María Felisa López-Valdemoro y Fresser   | 1954-¿?                            |
| VIII                               | Enrique Ortiz y López-Valdemoro          | 1957-2024                          |
| IX                                 | Norberto Ortiz y Osborne                 | 2025-                              |

## Historia de los condes de Donadío de Casasola
- Francisco Ignacio de Quesada y Vera (baut. 30 de octubre de 1666-¿?), I conde de Donadío de Casasola,[1] veinticuatro de Jaén, alcalde de la Santa Hermandad por el Estado Noble, procurador a las Cortes de Madrid, y gentilhombre de cámara del rey.[5] Era hijo de Fernando de Quesada y Ulloa (,. Jaén, 1683), vienticuatro de Jaén y caballero de la Orden de Calatrava, y de Francisca Antonio de Vera Figueroa, con quien casó el 14 de marzo de 1660.[6]

Casó, en Motril en 1704, con Ana Jerónima de Salazar y Góngora, hija de Jerónimo Matías de Salazar y Moncayo, veinticuatro de Granada y regidor perpetuo de Motril, y de Juana Manuela de Góngora y Villalba. Solamente tuvieron un hijo, Vicente de Quesada y Salazar (n. Jaén, 18 de julio de 1707), casado en 1722 con Catalina de Barnuevo (Barrionuevo) y Solís, hija de Bartolomé Casimiro Barnuevo y Rico de Rueda y Francisca Solís. De este matrimonio nacieron Bartolomé, canónigo de Córdoba, Juan Nepomuceno y Francisca, monja en el convento de Santa Clara de Jaén y el primogénito, Francisco Xavier de Quesada y Barnuevo, casado, en Cáceres el 20 de septiembre de 1744, con Clara de Silva y Quiñones (n. Cáceres, 5 de marzo de 1724), hija segundogénita de Juan Sánchez de Silva, XV señor de la Higuera de Vargas, y de Teresa de Quiñones Maldonado. padres del II conde. En 9 de diciembre de 1797 sucedió su bisnieto:
- Vicente María de Quesada y Silva, II conde de Donadío de Casasola.[1]

Soltero, sin descendencia, falleció poco después de 1797 y le sucedió su hermano:
- Francisco de Quesada y Silva (n. Jaén, 23 de marzo de 1759), III conde de Donadío de Casasola,[1]capitán de dragones de la compañía de la Reina de Santiago, teniente coronel y gobernador de las islas de Juan Fernández en Chile.[11]

Casó, en Santiago de Chile, con Juana de Dios Vial y Santelices, natural de dicha ciudad, hija de Manuel José de Vial y Jaravetia, natural de Bilbao, y de la chilena María Mercedes de Santelices. Sucedió su hijo:
- Juan Gualberto de Quesada y Vial (baut. 12 de julio de 1785 en la catedral de Santiago de Chile-1836),[11] IV conde de Donadío de Casasola,[1] gobernador civil de Málaga.[12][13]

Casó con María del Carmen Pizarro y Ramírez (1814-1882), IV condesa de las Navas, hija de Luis Antonio Pizarro Ramírez y de Juana Ramona Ramírez Maldonado, III condesa de las Navas. En 28 de septiembre de 1847 sucedió su hija póstuma:
- Juana Gualberta de Quesada y Pizarro (n. 1837), V condesa de Donadío de Casasola.[1][17]

Contrajo matrimonio alrededor de 1854 con Norberto López-Valdemoro. En 1908 sucedió su hijo
- Juan Gualberto López-Valdemoro de Quesada (Málaga, 26 de septiembre de 1855-Madrid, 28 de abril de 1935), VI conde de Donadío de Casasola[1] y V conde de las Navas,[14] gran cruz de la Orden civil de Alfonso XII, comendador de la Real Orden de Carlos III. Fue bibliotecario mayor en el Palacio Real de Madrid, académico de la Real Academia Española, y catedrático de filosofía y letras.[15] En 29 de enero de 1954 sucedió:[1]

Casó en 1890 con María Fesser y Fesser. Sucedió su hija:
- María Felisa López-Valdemoro y Fesser, VII condesa de Donadío de Casasola[1] y VI condesa de las Navas.[18]

Casó con José María Ortiz Tallo. En 26 de abril de 1957 sucedió su hijo:
- Enrique Ortiz y López Valdemoro (1928-18 de octubre de 2024) VIII conde de Donadío de Casasola[1] y VII conde de las Navas.[19]

Casó con María Teresa Osborne y Marenco (m. 1991), padres de Norberto (Bertín) Juan, María Teresa, Marta y María de la Luz. Sucedió su hijo:
- Norberto Ortiz y Osborne (Madrid, 7 de diciembre de 1954), IX conde de Donadío de Casasola.[20] Casó en primeras nupcias con Sandra Domecq Williams, con quien tuvo cuatro hijos: Cristian (fallecido al poco de nacer), Alejandra, Eugenia y Claudia. Se casó en segundas nupcias con Fabiola Martínez Benavides, con quien tuvo tres hijos: Juan, Sandra y Leticia (fallecida al poco de nacer). Asimismo, tiene una séptimo hijo, fruto de una relación con Gabriela Guillén Guillén.